# Ayuntamiento de Pinto (Madrid)
El Ayuntamiento de Pinto es el órgano encargado del gobierno y administración del municipio de Pinto (Comunidad de Madrid, España). Está presidido por el alcalde de Pinto, Salomón Aguado Manzanares.
Esta administración tiene su sede en la plaza de la Constitución 1, en la confluencia de Pinto.

## Sede
La sede del ayuntamiento data del siglo XX. En concreto su construcción se realizó en el año 1955, pues vino a sustituir a la antigua sede que sería destruida durante la guerra civil.
El diseño de esta consta con una fachada que integra dos pequeñas torres simétricas a los laterales, el centro cuenta con balcón central donde se encuentran las banderas y encima de este se ubica un reloj, la parte baja cuenta con cinco arcos, aunque los tres centrales tienen un perfil más recto.

## Alcaldes
| Periodo   | Nombre                                                                | Partido                                                       |
| --------- | --------------------------------------------------------------------- | ------------------------------------------------------------- |
| 1979-1983 | Carlos Penit                                                          | Partido Comunista de España (PCE)                             |
| 1983-1987 | Carlos Penit                                                          | Partido Comunista de España (PCE)                             |
| 1987-1991 | Carlos Penit                                                          | Izquierda Unida (IU)                                          |
| 1991-1995 | Carlos Penit (1991-1993) Gloria Razábal (1993-1995)                   | Izquierda Unida (IU)                                          |
| 1995-1999 | Antonio Fernández                                                     | Partido Socialista Obrero Español (PSOE)                      |
| 1999-2003 | Antonio Fernández                                                     | Partido Socialista Obrero Español (PSOE)                      |
| 2003-2007 | Juan Tendero                                                          | Partido Socialista Obrero Español (PSOE)                      |
| 2007-2011 | Miriam Rabaneda Gudiel (2007-2008) Juan José Martín Nieto (2008-2011) | Partido Popular (PP) Partido Socialista Obrero Español (PSOE) |
| 2011-2015 | Miriam Rabaneda Gudiel                                                | Partido Popular (PP)                                          |
| 2015-2019 | Rafael Sánchez Romero                                                 | Ganemos Pinto (GP)                                            |
| 2019-2023 | Juan Diego Ortiz González                                             | Partido Socialista Obrero Español (PSOE)                      |
| 2023-act. | Salomón Aguado Manzanares                                             | Partido Popular (PP)                                          |

- Carlos Penit Rodríguez (1979-1993) . En sus dos primeras legislaturas gobernó dentro del PCE (1979-1983, 1983-1987) y repitió como alcalde en su tercera y cuarta legislatura pero esta vez dentro de Izquierda Unida, aunque no terminó el cuarto mandato (1987-1991, 1991-1993)
- Gloria Razábal González (1993-1995) . Sustituyó al anterior alcalde hasta terminar la legislatura (1993-1995).
- Antonio Fernández González (1995-2006) . Elegido en tres legislaturas seguidas, no terminó el tercer mandato (1995-1999, 1999-2003, 2003-2006).
- Juan Tendero Sielva (2006-2007) . Sustituyó al anterior alcalde hasta terminar la legislatura de 2003.
- Miriam Rabaneda Gudiel (2007-2008) . Sustituyó durante 1 año al anterior alcalde, no terminó la legislatura debido a una moción de censura.
- Juan José Martín Nieto (2008-2011) . Sustituyó a la anterior hasta terminar la legislatura de 2007.
- Miriam Rabaneda Gudiel II (2011-2015) . Vuelve a repetir el cargo esta vez elegida en la candidatura de 2011.
- Rafael Sánchez Romero (2015-2019) . Nombrado como alcalde en la legislatura de 2015 (2015-2019).
- Juan Diego Ortiz González (2019-2023) . Nombrado como alcalde en la legislatura de 2019 (2019-2023).
- Salomón Aguado Manzanares (2023-) . Nombrado como alcalde en la legislatura de 2023 (2023-2027).

## Resultados electorales
| Partido político                          | 2023        | 2023        | 2023        | 2019             | 2019             | 2019             | 2015             | 2015             | 2015             | 2011  | 2011   | 2011       | 2007  | 2007  | 2007       |
| Partido político                          | %           | Votos       | Concejales  | %                | Votos            | Concejales       | %                | Votos            | Concejales       | %     | Votos  | Concejales | %     | Votos | Concejales |
| Partido Popular (PP)                      | 32,00       | 8642        | 9           | 24,38            | 6140             | 7                | 51,10            | 10 663           | 12               | 50,92 | 10 317 | 13         | 40,94 | 7915  | 9          |
| Partido Socialista Obrero Español (PSOE)  | 31,22       | 8429        | 8           | 32,69            | 8231             | 9                | 20,92            | 4808             | 5                | 22,69 | 4734   | 5          | 37,66 | 7282  | 9          |
| Más Madrid                                | 9,57        | 2584        | 2           | —                | —                | —                | —                | —                | —                | —     | —      | —          | —     | —     | —          |
| Pinto Avanza (PAVNZ)                      | 9,48        | 2560        | 2           | —                | —                | —                | —                | —                | —                | —     | —      | —          | —     | —     | —          |
| Vox                                       | 8,30        | 2241        | 2           | 5,19             | 1307             | 1                | 0,62             | 143              | 0                | —     | —      | —          | —     | —     | —          |
| Podemos                                   | 7,03        | 1899        | 2           | 5,42             | 1366             | 1                | —                | —                | —                | —     | —      | —          | —     | —     | —          |
| Ciudadanos (CS)                           | 1,18        | 319         | 0           | 12,41            | 3126             | 3                | 9,95             | 2288             | 2                | —     | —      | —          | —     | —     | —          |
| Izquierda Unida-Los Verdes (IU-LV)        | Con Podemos | Con Podemos | Con Podemos | Con Unidas Pinto | Con Unidas Pinto | Con Unidas Pinto | 2,74             | 630              | 0                | 3,47  | 724    | 0          | 5,08  | 983   | 1          |
| Unidas Pinto (UP)-Ganemos Pinto           | —           | —           | —           | 13,92            | 3507             | 4                | 27,78            | 6385             | 7                | —     | —      | —          | —     | —     | —          |
| Movimiento de Izquierda Alternativa (MIA) | —           | —           | —           | Con Unidas Pinto | Con Unidas Pinto | Con Unidas Pinto | Con Unidas Pinto | Con Unidas Pinto | Con Unidas Pinto | 8,01  | 1672   | 2          | 2,23  | 431   | 0          |
| Unión Progreso y Democracia (UPyD)        | —           | —           | —           | —                | —                | —                | 4,50             | 1034             | 0                | 7,94  | 1657   | 2          | —     | —     | —          |
| Juntos por Pinto (JP)                     | —           | —           | —           | —                | —                | —                | —                | —                | —                | 0,92  | 191    | 0          | 9,65  | 1866  | 2          |

## Evolución de la deuda viva municipal
El concepto de deuda viva contempla sólo las deudas con cajas y bancos relativas a créditos financieros, valores de renta fija y préstamos o créditos transferidos a terceros, excluyéndose, por tanto, la deuda comercial.
| Gráfica de evolución de la deuda viva del Ayuntamiento entre 2008 y 2023                        |
|                                                                                                 |
| Deuda viva del Ayuntamiento de Pinto, en miles de euros, según datos del Ministerio de Hacienda |